# Erdős-Preis
Der Anna and Lajos Erdős Prize für Mathematik ist ein israelischer Preis für Mathematik und Informatik, der 1977 von Paul Erdős zu Ehren seiner Eltern gestiftet wurde (bis 1996 hieß er einfach Erdős Prize). Er wird jährlich oder alle zwei Jahre an israelische Mathematiker und Informatiker (gleich welchen Forschungsgebietes) mit Bevorzugung von Mathematikern unter 40 Jahren verliehen.
Er ist nicht mit dem ungarischen Paul-Erdős-Preis zu verwechseln.

## Preisträger
- 1977: Saharon Shelah
- 1979: Eliyahu Rips
- 1981: Ofer Gabber
- 1983: Adi Shamir
- 1985: Shmuel Kiro
- 1987: Yosef Yomdin
- 1989: Noga Alon
- 1990: Alexander Lubotzky
- 1992: Gil Kalai
- 1994: Ehud Hrushovski
- 1996: Oded Schramm
- 1998: Leonid Polterovich
- 2000: Shahar Mozes
- 2001: Zeev Rudnick
- 2002: Ran Raz
- 2003: Zlil Sela
- 2004: Semyon Alesker
- 2006: Paul Biran
- 2007: Yehuda Shalom
- 2008: Gady Kozma
- 2009: Elon Lindenstrauss
- 2010: Boaz Klartag
- 2011: Tamar Ziegler
- 2012: Irit Dinur
- 2013: Omri Sarig
- 2014: Eran Nevo
- 2015: Mike Hochman
- 2015: Shiri Artstein-Avidan
- 2016: Emanuel Milman
- 2017: Nir Lev
- 2018: Ronen Eldan
- 2019: Lev Buhovski
- 2020: Nathan Keller, Doron Puder
- 2021: Avraham Aizenbud
- 2022: Wojciech Samotij, Tomer Schlank
- 2023: Gal Binyamini
- 2024: Amir Abboud
- 2025: Eliran Subag[1]